# Garagen (film)
Garagen er en svensk drama- og thrillerfilm fra 1975 skrevet og instrueret af Vilgot Sjöman. Filmen har blandt andre Frej Lindqvist, Agneta Ekmanner og Per Myrberg i hovedrollerne.
Filmen fik premiere i Sverige den 21. august 1975 og udkom i Danmark året efter den 12. januar 1976.

## Handling
Filmen er en nervepirrende thriller, hvor en religionslærers kone har en affære med skolens rektor. Skyldfølelsen i situationen fører til både selvmordsforsøg og mord.

## Medvirkende (i udvalg)
- Frej Lindqvist som Andreas Hiorth
- Agneta Ekmanner som Pia Hiorth
- Per Myrberg som Ulf Billgren
- Christina Schollin som Nancy Billgren
- Åke Fridell som Nancys far
- Lil Terselius som Gun Liljedal
- Peter Lindgren som Adolphson
- Carl Billqvist som Orlander
- Rolf Skoglund som fyren på tankstationen
- Jan Nygren som præst